# 宮城りえ
宮城 りえ（みやぎ りえ、2002年7月31日 - ）は、日本のAV女優。LIGHT所属。

## 略歴
2022年11月8日、「新人NO.1STYLE 宮城りえAVデビュー」でS1 NO.1 STYLE（エスワン）専属女優としてAVデビュー。
2023年10月16日、Milky Pop Generation主催の音楽イベント『月で逢いましょう vol.80』（東京・三軒茶屋グレープフルーツムーン）に出演。初のワンマンライブを行い、Every Little Thing「Time goes by」、幾田りら「スパークル」、荒井由実「卒業写真」などのカバーを披露した。
2024年6月より本中へ専属移籍。また同年10月より、メーカー専属から離れ企画単体女優に転身。
2024年10月21日週FANZA通販ランキングで『「今夜は奥さんのコト忘れてください」海外転勤が決まった部下と最後の思い出作りしたら家庭崩壊した 宮城りえ』（h.m.p）が初登場6位。
FANZA通販フロア2024年10月度月間女優ランキング8位。
同年12月には光文社『FLASH』にグラビア掲載。「AV界の宮沢りえ」と名付けられる。
同年12月24日、光文社『FLASH』が独自集計した「FLASHセクシー女優ランキング2024」41位。
2025年4月30日、東京・池袋Live inn ROSAで行われた音楽イベント『楽演祭 vol.36 ～GW SP～』に出演。イベント内ではソロ歌唱のほか、セーラー服姿で望月つぼみとのユニット「学園祭ユニット」としても歌を披露した。

## 人物
- 普段はAV観賞することはないが、デビュー前から三上悠亜のSNSやYouTubeに触れており、憧れの存在だった語っている[7]。
- デビューのきっかけは、三上のような綺麗な人達が活躍する世界への憧れとHに対しての好奇心。またデビュー時は現役の女子大生だった[7]。
- 中学、高校は女子高に通っていた[7]。
- 小学生のころから胸が大きく成長し始め、クラスの中では常に大きかった。初体験は大学入学後。相手はバイト先の常連。自らアプローチして交際に至った[7]。
- 挑戦したい作品はコスプレ系[8]。

## 作品
◎はBD版発売作品。

### アダルトDVD / BD
- 新人NO.1STYLE 宮城りえAVデビュー（11月8日、S1 NO.1 STYLE）◎

- めちゃイキ! 初体験3本番 現役ハイスペック女子大生はSEXも凄い才能だった! 宮城りえ（1月10日、S1 NO.1 STYLE）◎
- 交わる体液、濃密セックス 完全ノーカットスペシャル 宮城りえ（4月25日、S1 NO.1 STYLE）◎
- 激イキ134回! 痙攣4800回! イキ潮2420cc! 3ヶ月の大禁欲の末… ハイスペックむっちり女子大生エロス覚醒 はじめての大・痙・攣スペシャル 宮城りえ（5月23日、S1 NO.1 STYLE）◎
- ハイスペック家庭教師なら両親不在の3日間を使い果たして失恋したボクに接吻とSEXの素晴らしさをレクチャーしてくれる 宮城りえ（6月27日、S1 NO.1 STYLE）
- 出張先で軽蔑している中年セクハラ上司とまさかの相部屋に… 朝まで続く絶倫性交に不覚にも感じてしまったむちむち巨尻新入社員 宮城りえ（7月25日、S1 NO.1 STYLE）
- 可愛い教え子のむっちりな身体に我慢ならないので教師人生を棒に振ってでもレ○プしたい 宮城りえ（8月22日、S1 NO.1 STYLE）
- 平日朝、遭遇率100％のシコい巨尻!週5日の電車置換にドハマりしたむちむちパンストOL 宮城りえ（11月28日、S1 NO.1 STYLE）
- オマセな教え子の若い肉感誘惑に負けて朝まで葛藤と快感を繰り返す背徳性交 宮城りえ（12月26日、S1 NO.1 STYLE）

- 縛って抵抗できない状態の顔も体もド綺麗なインテリ美少女を滅茶苦茶イカセたくないですか? 宮城りえ（1月30日、S1 NO.1 STYLE）
- インテリ美女お姉さんのヒップの揺れ、揉み、アナルを120%味わい尽くす 色白豊満デカ尻フェティッシュ肉感映像（2月27日、S1 NO.1 STYLE）
- 「私のパンツ何色か当てれたらエッチなことしてあげよっか!」 100%ヤレる超ミニスカ女子の無自覚パンチラ 宮城りえ（3月26日、S1 NO.1 STYLE）
- メンズエステの過激化が止まらない!? お尻丸見えコスで割れ目を接近 & 密着させてくるチャイナセラピスト 宮城りえ（4月1日、S1 NO.1 STYLE）
- 僕の性癖を歪めた無防備お姉さんの透けパンティー 宮城りえ（5月28日、S1 NO.1 STYLE）
- 電撃移籍 × 解禁 インテリ女子大生生まれて初めての中出し性交 宮城りえ（6月25日、本中）◎
- 私の体内に何度も射精して… 絶頂310回膣痙攣2900回マン汁25000cc 1カ月禁欲した後の丸一日中出しFUCK 宮城りえ（7月23日、本中）
- ちんちんおっきしたらホテル行きだよ 大好きな彼女が休みの日なのに、セフレ志願の女の子に誘われて、密着囁き野外デートで勃起したら即ラブホゲームに負けて何度も何度も中出ししてしまった 宮城りえ（8月27日、本中）
- デカ尻美人な彼女がパワハラ絶倫上司に寝取られいつでもどこでも種付けバックでねっちょり犯されまくってる。デカ尻OL NTR社内不倫 宮城りえ（9月24日、本中）
- 愛娘と10年ぶりに再会するも、父親である私の事を異性として誘惑して来て…拒みきれずに中出ししてしまった。 宮城りえ（11月5日、BeFree）
- オヤジのハメ撮りドキュメント ねっとり濃厚に貪り尽くす体液ドロドロ汗だく性交 宮城りえ（11月5日、Fitch）
- 淫口 フェラチオが大好きすぎるブラコン姉ちゃんが僕の玉金カラッカラになるまでエンドレス種抜きしてきて困ってます 宮城りえ（11月5日、MAX-A）
- 「お口にお薬垂らしますねぇ」 涎だらだらベロチュー痴女ナース 宮城りえ（11月5日、グローリークエスト）
- バイト先で働く美しい人妻を家に連れ込み中出しセックス 宮城りえ（11月5日、VENUS）
- 結婚式前夜NTR 豪雨の中元カレと4年ぶり再会。ダメ花婿を捨てて快楽に溺れた巨尻花嫁の愛性交 宮城りえ（11月5日、ABC/妄想族）
- この子ヤバイ!! 最高の尻「黒髪ポニーテールをバックで犯したい。」宮城りえ（11月5日、S-Cute）※配信作品「りえ」(scute1475)のDVD版。
- 童貞は幼なじみに奪われました… 初めて彼女のできた童貞のボクのためセックスの練習相手になってくれた太ももビッチな幼なじみ 宮城りえ（11月12日、クリスタル映像）
- セクハラ顧問のねっちょり媚薬マッサージと強烈子宮アタックで堕ちたデカ尻バレー部彼女 宮城りえ（11月12日、ダスッ!）
- 1cm下で待ち構える勃起チ〇ポ! 気を抜いたら即ズボッ! 真夏のケツ肉強化空気イス特訓 セクハラ顧問の下から突き上げるガン突きピストン騎乗位にガニ股失禁アクメした女子陸上部員 宮城りえ（11月19日、エムズビデオグループ）
- 「今夜は奥さんのコト忘れてください」 海外転勤が決まった部下と最後の思い出作りしたら家庭崩壊した 宮城りえ（11月22日、h.m.p）
- 中出し優等生ビクンビクン絶頂りえちゃん 肉感太もも & 美巨尻 「ヤバイ! ヤバイ! イグっ!」 潮プシャー！情熱の腰ツキ騎乗! ＃オフパコ娘とホテルお籠もり淫乱絶頂SEX 宮城りえ（11月26日、オーロラプロジェクト・アネックス）
- おチンチン舐めてあげるから恋人のフリしてっ! 早く結婚しろとうるさい両親を安心させるために超カワイイ同期女子の一日彼氏になったボク 宮城りえ（11月26日、ROYAL）
- 港区パパ活女子凌辱 宮城りえ（12月3日、アタッカーズ）
- 宮城りえの我慢できないヘコヘコ騎乗位中出しSEX（12月3日、MAX-A）
- 「裏筋フェラが一番気持ちいいんでしょ…?」 動画投稿にハマった幼馴染・りえちゃんが、究極の射精を求めて僕のウラスジを連日ぺろぺろ責めまくってきた話。 宮城りえ（12月3日、グローリークエスト）
- 「おばさんの下着で興奮するの?」 脱ぎたてのパンティで甥っ子の精子を一滴残らず搾りとる叔母 宮城りえ（12月3日、VENUS）
- 兄にヤキモチ全開!! ボクのことが好き過ぎるいもうとの大胆誘惑!! 全裸よりSKBなエロメイド痴女の濃厚なる禁断SEX 宮城りえ（12月10日、クリスタル映像）
- 人妻家庭教師 ～背徳の桃尻個別指導～ 宮城りえ（12月10日、JET映像）
- マジックミラー号 女子○生限定 彼女さん! 彼氏のチ○ポ当ててください!! inマジックミラー号 夏祭りデート中の浴衣美少女SP（12月12日、SODクリエイト）
- 【脳バグ膣イキ】義父の媚薬激ピストンで連れ子JDのおま●こは精子と潮と愛液まみれ キメセク痙攣汗だく潮吹きアクメ 宮城りえ（12月17日、MOODYZ）
- 素人セフレドキュメント 超絶名器の22歳 りえ（12月17日、パコパコ団とゆかいな仲間たち/妄想族）
- 完ナマSTYLE@りえ 「ちょっとだけお時間ありますか?」 月一の定期健診後に逆ナンしてきた美人な歯科衛生士とねっとり中出しSEX（12月27日、First Star）

- 恥辱の教育実習生 宮城りえ（1月7日、アタッカーズ）
- 感じすぎていっぱいおもらしごめんなさい… 51 宮城りえ（1月14日、セレブの友）
- 絶倫義父に犯され続け、淫乱女に躾けられた若妻 宮城りえ（1月20日、プラネットプラス/七狗留）
- 僕の愛する妻が大嫌いなジジイに寝取られてる現場に遭遇したが、妻があまりに気持ちよさそうに喘いでたから中出しされても何もできなかった 宮城りえ（1月21日、ミセスの素顔/エマニエル）
- 最高級美女 中出しソープ 宮城りえ（1月23日、アイエナジー）
- 中出しタダマンセフレ素人 りえ (22)（1月27日、First Star）
- ドスケベ痴女のデカ尻に挟まれる究極の風俗フルコース ぷるるんWデカ尻サンドイッチ逆3P ケツビンタ杭打ち騎乗位アナル舐め顔騎etc… 何度も何度も中出し射精天国♪ 宮城りえ 末広純（1月28日、VENUS）
- 完全プライベート映像 24時間360度可愛すぎ! 宮城りえちゃんと初めての二人きりお泊まり（2月4日、パコパコ団とゆかいな仲間たち/妄想族）
- 酔うとキス魔になって滅茶苦茶エロい美人秘書 しゃぶったら射精するまで離さない口マ●コ 欲情したら止まらないおチ●ポ思い出しオナニー 終電逃してお泊まり中出し性交 宮城りえ（2月11日、VENUS）
- ブーツの美魔女とナマ交尾 即ズボチ〇ポの快感に美貌が蕩ける… りえさん24歳（2月18日、有閑ミセス/エマニエル）
- セフレ以上、恋人未満。今日は、触れて挿れてイかせて欲しい日 宮城りえ（2月18日、S-Cute）※配信作品のDVD版。
- 部屋に連れ込んだ素人との隠し撮りSEX そのままAV発売 Vol.8（2月21日、DOC）
- 彼女が不在中。密かにずっと大好きだった親友の彼氏を寝取ってヤリまくった32時間 宮城りえ（2月25日、h.m.p DORAMA）
- 人妻の浮気心 宮城りえ（3月4日、人妻援護会/エマニエル）
- ムチムチ美尻 神ブルマ 宮城りえ  美少女やぽっちゃり娘らにピチピチブルマ & 体操着を着せ、ハミパン、ムレムレワレメを毛穴まで見えるほどの超ドアップ接写! さらに尻コキ、着衣お漏らし放尿やブルマぶっかけ等ブルマ好きに送る完全着衣フェチAV（3月6日、親父の個撮）
- 素人女子大生が高額バイト代につられてヌードデッサンモデルに! マ〇コのビラビラまで丁寧に描かれる羞恥にマ〇コはグッショリ! 生で挿入されてイキまくり! 8（3月6日、アイエナジー）
- 箱根で見つけた温泉大好きお嬢さん タオル一枚男湯入ってみませんか? 60 20周年記念スペシャル ご愛顧感謝の全員セックスミッションでこってり濃熱ザ～汁ゲット こんなに湧き出た8名465分（3月6日、SODクリエイト）
- 素人女子大生をガチナンパ! パンティ素股でカチカチのおち〇ぽがアソコに擦れてパンティは恥じらい汁まみれ! そのまま生で擦り合わせて、ぬっるぬっるワレメにズボっと入って連続生中出しSEX!!（3月11日、脱ぐのは恥だがペニス立つ）
- 旦那が残業の日は必ず… ド変態の義父に身体中をベロベロ舐めまわされ毎回私は狂ったようにイカされ続けています。 宮城りえ（3月14日、人妻花園劇場）
- 剥きクリ舐めズリ大絶頂! 制服J系を鬼クンニイキ我慢チャレンジで愛液ビチョ濡れ膝ガクガク大失禁! ムラムラ発情してしまったアクメ未成熟オマ〇コを激突きデカチン中出しFUCKでわからせた!（3月18日、はじめ企画）
- 素人ノーブラ女子派遣型メンズエステ 童貞とダマされて絶倫デカチンの本領発揮に何度も雌イキされた実態映像（3月15日、ピーターズ）
- 純文学みたいな禁断の愛に憧れ叔父を挑発する小悪魔姪っ子 宮城りえ（3月20日、プラネットプラス/アンビバレンツ）
- アナルのシワの数までハッキリわかる! ノーモザイク連続絶頂アナル見せオナニー 32（3月20日、アイエナジー）
- セクハラママさんバレー! 12 ハイレグブルマ姿の人妻10人が挑む過酷なエロトレーニング（3月25日、かぐや姫Pt/妄想族）
- 「卒業記念のメモリアルフォト」綺麗な袴姿と美しい記憶を破壊する種付け集団生刺し写真館（3月28日、ハラスメント）
- 乳首オナニーでイク15人の女たち! Vol.3 ～乳首いじって個性豊かに発情・メス化するド淫乱女優ドキュメント（4月8日、セレブの友）
- 潜入!! 噂のリンパマッサージ店 21「裏オプション、いかがなさいますか?」（4月10日、LEO）
- 上京したてのとびっきりピュアな素人お嬢さん! 「童貞君のオナニーのお手伝いしてくれませんか?」 田舎から出てきた可愛いウブな女子がチェリー男子のかたーいおち○ちんにドキドキ発情!? 生中出し筆おろしSPECIAL!（4月11日、赤面女子）
- たちんぼ 夜の街に佇む美女に本気で交渉 Vol.4（4月18日、DOC）
- ～幸せの近親相姦～ わたしは家族みんなの性処理係 5 宮城りえ（4月22日、セレブの友）
- 素人おま○こくぱぁ観察 8 -人妻編- 輝くビラビラが透けて見えそうなほど4Kカメラ超接写至近距離で照れイキオナニー30ま○こ290分（4月22日、S級素人）
- ママ友喰い無限ループ vol.56 りえ（5月6日、HALENTINO/妄想族）
- 素股プレイでハプニング!! 姉がセックスの伝授中にガマン出来ずにヌルンと挿入!! 7（5月8日、LEO）他出演：沙月ふみの、月野かすみ
- リア友限定//修学旅行中のクラスメートが「4P童貞W筆おろしできたら100万円GET」に挑戦！友達チ○ポに照れ照れ女子＆暴発寸前フル勃起の童貞男子! 最高の思い出…初めてがエロ乱交（ ゜Д゜）忘れられない童貞卒業中出しエッチ（/ω￥）（5月9日、赤面女子）共演：北岡果林、星乃すみれ、四乃宮もも
- ケツ穴のシワまで丸見えにして、アナタだけに見せつけるオナニーで激イキする15人の女たち! vol.5（5月13日、セレブの友）共演：
- ホイホイキュート＃14 素人ホイホイZ・個人撮影・ワンナイト・マッチングアプリ・ラブホ・素人・美少女・女子大生・ハメ撮り・巨乳・美乳・ちっぱい・顔射・清楚・潮吹き・真面目・陰キャ・白目イキ・メイド・オタク・黒髪・パイズリ・浮気・くびれ・巨根・ドキュメンタリー（5月13日、素人ホイホイ/妄想族）他出演：宮本聡美、花乃はるひ、松下りこ
- NTR 寝取りジャック Vol.01（5月16日、素人ホイホイ/妄想族）他出演：稲森あみ、天馬ゆい
- ホテルスタッフ理不尽レ●プ（5月20日、姦乱者/妄想族）他出演：牧野怜奈、宮西ひかる
- 清楚で美しいフロント係が施術を行う濃厚出張マッサージ…複数業務を兼任し働くホテルウーマンが魅せる男性客を狂わせる中出し性交施術（5月23日、ハラスメント）他出演：北岡果林、四乃宮もも、星乃すみれ
- 宮城りえ 本中専属作品コンプリート4時間BEST（5月27日、本中）
- 信じられない体験! 俺は朝起きたら女になっていた（5月31日、マザー）
- 姉夜這い中出し盗撮レ●プ（6月5日、グレイズ）他出演：宮西ひかる、牧野怜奈
- 田舎に引っ越ししてきたカップル。隣の家の田舎の元ヤンに、彼女がまわされるまで...（6月10日、unfinished）
- ホイホイラバー 28 ～コノコノハメドリ～ 素人ホイホイLOVER・個人撮影・カップル・自宅・素人・美少女・ハメ撮り・女子大生・巨乳・美乳・美尻・敏感・顔射・黒髪・清楚・潮吹き・コスプレ・2発射・巨根（6月10日、素人ホイホイ/妄想族）他出演：なつみ柑奈、宇流木さらら、椎名心春
- パ●活女性制裁～裏切り、塩対応、ドM編～（6月17日、姦乱者/妄想族）他出演：宮西ひかる、牧野怜奈
- おねだり淫語で中出しをせがんでくる顔もルックスも性格、相性、そしてエロも全てSクラスな高級愛人に沼る。（6月24日、h.m.p DORAMA）
- 女体フェチ図鑑 8 完全全裸60人（6月24日、グローリークエスト）
- 同人系淫狂サークル コスプレ輪交OFF会 RIE（6月24日、クリスタル映像）
- 素人おま○こくぱぁ観察10 – ミスコン女子大生編 – 輝くビラビラが透けて見えそうなほど4Kカメラ超接写至近距離で照れイキオナニー31ま○こ 5時間12分（6月24日、S級素人）
- 接客態度の悪さを売りにして流行っているレストランの店員が度を過ぎていたのでバイト後に待ち伏せ注意（SEX）。3日で従順な接客（肉便器）になりました（6月26日、Underground）
- 激シコ制服美少女が挑戦!? おち○ぽデッサン! あなたのオマ○コに挿れて欲しいデカチンを描いてくださいw 3（6月27日、赤面女子）他出演：美澄玲衣、若月もあ、涼宮るな
- 【ぶっかけセクハラ】残業中、2人きりの社内で無自覚誘惑パッツンスーツのせいでムラムラ部長の中年こってり精子をかけられるデカ尻新人OL（7月1日、スモークフィルムズ/妄想族）
- 出張家政婦がパンティ丸わかりの透けピタパンでお掃除してる! それって無言でボクを誘惑してるってコト!? フル勃起してしまった股間に気づき、近づいてきた彼女たちが次々と僕のチ●ポを弄ぶ!!（7月1日、OFFICE K’S）共演：望月つぼみ、小野寺舞、久和原せいら、八森わか菜
- 美人ヨガインストラクターのスパッツがカパッと裂けてお尻が丸見えに! 今すぐブチ込んでと言わんばかりに突き出した無防備エロ尻に我慢できず即ズボ! チャクラもアナルもかっぴらいて独りヨガりの連続中出し!（7月4日、DOC）他出演：宮本聡美、北岡果林
- 敏感乳首と早漏チ●ポを延々と生殺される寸止め射精コントロール（7月5日、ワープエンタテインメント）
- なめくじサロン嬢の耳穴舐めほじりASMRで勃起したチ○ポをカリ首一周じゅるじゅるフェラ＆びゅるびゅる射精中もベロキスやめない杭打ちピストン何度イッても終わらない無限延長コースで金玉も財布もからっぽになるまで搾り取られた（7月8日、アリスJAPAN）
- NOと言えない素人娘たち センズリ鑑賞までの約束だったのに雰囲気に流されドロドロのザーメンを口内発射されちゃいました（7月8日、うさぎ/妄想族）他出演：小野寺舞、戸川なみ、岬さくら、八森わか菜、望月つぼみ、白河花清、久和原せいら
- 角オナフェティシズム スレンダーなJ〇を、ただ欲望のままに汚したい。（7月10日、素人39）他出演：美澄玲衣、涼宮るな、若月もあ
- 小悪魔ビッチの痴女着衣SEX（7月15日、ミル）共演：宮西ひかる
- 夫の部下に言い寄られ…自宅で裏切りのNTR（7月16日、マキシング）
- ヤバイほど極限まで乱れ狂った「アヘ顔絶頂」オナニー Vol.3（7月22日、犬/妄想族）他出演：北野未奈、吹石れな、葉山さゆり、白木優子、東雲あずさ、櫻木みなと、藤咲紫 、沢麗央、椿りか、小野坂ゆいか、吉澤友貴、竹内夏希、夏川あゆみ、藤田ゆず
- バストアップマッサージ～巨乳、美乳、貧乳、超乳…揉まれて揺れるおっぱい観察～（7月22日、S級素人）
- 素人娘20人の即尺フェラ抜きアルバイト2 野外おしゃぶり大好きな変態女たちのごっくん2連射搾り 完全撮り下ろし310分（7月22日、S級素人）
- ほらぁ…センズリこきなさい」痴女お姉様たちに手淫コントロールさせられちゃったボク（7月23日、犬/妄想族）他出演：小野寺舞、久和原せいら、八森わか菜、白石なぎさ、宇流木さらら、静河、千石もなか、美咲音、望月つぼみ
- 生贄中出し羞恥 絶対に触らせない勝気美少女を孕ませたくて友人の弱みを握り罠にハメる危険日中出し計画（7月24日、ナチュラルハイ）共演：皐月ゆら
- ずぅ～っと見つめられながらシャブられるのって最高に気持ちイイと思ゎない?（8月3日、ワープエンタテインメント）
- あざといケツ挑発でフル勃起させたガテン系性欲ビンビン中年ち○ぽの即ハメピストンをいなして尻テク射精コントロールで弄ぶおじさん大好きデカ尻女子大生（8月5日、ルナティックス）
- 絶対手は使うなよっ! ザーメンごっくんノーハンドフェラ（8月5日、グレイズ）他出演：北岡果林、有馬みずき、天馬ゆい、牧野怜奈、白石なぎさ、雅子りな、宮西ひかる
- 産婦人科痴●!! 27 何も知らない若妻に治療と称して中出しまでっ!!（8月6日、LEO）他出演：宮西ひかる、小那海あや
- リアル白衣の天使ww優しくて綺麗なナースさん!「早漏に悩む童貞君の暴発改善のお手伝いしてくれませんか?」男性器慣れしているようで意外とウブな看護師さんが早漏すぎる童貞君にムラムラ膣キュンしちゃって生中出し筆おろしSPECIAL!（8月8日、赤面女子）他出演：斎藤帆夏、真白ふわり、那津乃ちな
- 素人ガチナンパ! 一流百貨店に勤務する清楚で品格漂う美容部員さん! 初めての公開生中出し!! 6人全員ノーカットSEXスペシャル! 上品で綺麗なSSS級美女たちの極上オマ○コに特濃生中出し! 最高のッッ‥イクイクッ!!!（8月8日、赤面女子）他出演：若月もあ、天然美月、芦名ほのか、桜かな 他
- バレたらヤバイ! 授業を抜け出してトイレで即尺フェラチオ! たっぷり舌上発射編（8月12日、うさぎ/妄想族）他出演：八森わか菜、久和原せいら、花音うらら、永野鈴、菜月ひかる、望月つぼみ、小野寺舞
- 港区女子 PREMIUM Vol.17（8月15日、プレステージ）
- 小悪魔エロバニー着衣SEX（8月19日、LEO）
- 隣のお姉さんの無自覚なTバック尻コキ誘惑に撃沈して夢中でデカ尻バックピストン中出しSEX! 次の日から尻穴まで見せつける杭打ち騎乗で何度も精子を搾り抜かれた。（8月22日予定、h.m.p）
- スレンダー受付嬢はマッサージを頼む男性の部屋に入り、鼠径部をじわり責め。「我慢しなくていいですよ」とささやき、布越1cm挿入してくるのでチェックアウトの午前10時に遅れる人が多数いるそうです。（8月26日予定、million）
- 究極のオナサポ! 主観命令オナニー! Vol.2 エロい身体で最高の射精に誘う厳選人気美女優15人!（8月26日予定、セレブの友）他出演：波多野結衣、森沢かな、白木優子、安野由美、水川潤、吉澤友貴、友田彩也香、夏川あゆみ、月見若葉、紗々原ゆり、一場れいか、白河花清、西村ニーナ、北乃ゆな
- 【個撮】どこでもフェラ21 11人（8月26日予定、かぐや姫Pt/妄想族）他出演：宇流木さらら、一条みお、小坂ひまり、望月つぼみ、都月るいさ、雅子りな、橘内ひなた、尾崎えりか、椎名心春、森日向子
- 小悪魔挑発美少女（9月2日予定、MARRION）
- 私は週末、オナニーを投稿してチャリン 職場では因縁つけられ身体を強要されマチアプ（P）では薬を盛られタダマン女 こんな私ですがフェラチオは得意です。素人OLリエ23歳（9月5日予定、グレイズ）
- 隣のベッドにお見舞いに来た彼女がドストライクだったのでカーテン越しにセクハラしていたらまさかの発情!? 入院中で動けない彼氏に代わってたっぷり中出ししてあげました!（9月6日予定、DOC）他出演：幸村紀那、倉木しおり
- カメラを止めないノンストップ! ‘激ヤバ顔’で痙攣絶頂! 4P乱交デカチ〇ポ堕ちでイキ狂った120分!（9月9日予定、セレブの友）
- 夏だ//海だ//水着ギャルだ//江の島ビーチのビキニが眩しい素人お嬢さん! 童貞君のオナニーのお手伝いしてくれませんか? こぼれおちそうなおっぱい＆ムチムチヒップに童貞鼻血ブーww 暴発しちゃう元気な童貞ち○ぽにエチエチサマーGirlが筆おろし＆生中出しさせてくれたSPECIAL（9月12日予定、赤面女子）他出演：小野坂ゆいか、尾崎みのり、斎藤帆夏
- オナサポ!! 女子○生 着衣で全裸で挑発的ダンス 14（9月16日予定、かぐや姫Pt/妄想族）他出演：椎名心春、愛瀬ゆうり、葵百合香、一条みお、末広純、森日向子、花狩まい、乙アリス、由良かな

### アダルトVR
- 才色兼備なのに友達のような親近感シン・ハイスペック女子大生宮城りえを完全独占! 人気AV女優が僕だけに見せる素顔 & イキ顔最高の密着距離でひたすらSEXに没頭する究極同棲VR（7月6日、S1 NO.1 STYLE）

- オトナの絶対領域 ニーハイ × ミニスカ × パンチラ 宮城りえのむっちむちな太ももとぷりっぷりな柔尻に魅せられて…（2月23日、S1 NO.1 STYLE）
- 彼女の裏バイトを秘密にする代わりに脅迫いいなりSEX 宮城りえ（10月27日、unfinished）
- むっちり美尻メイド×美乳ロリメイドどちらがお好みですか? 超密着ハーレム神奉仕W全裸メイド 宮城りえ 望月つぼみ（10月27日、kawaii*）
- 圧倒的な太もも感 この制服女子とこれからSEXします! 家庭教師先の生徒は真面目でおしとやかな見た目とは裏腹に性欲に忠実な太ももエロビッチ 宮城りえ（10月27日、CRYSTAL VR）
- 美人大学生家庭教師に惚れ込む教え子は、先生のために射精トレーニングして青春も精子も全て捧げる絶倫チ○ポ 宮城りえ（10月27日、unfinished）
- これぞ8K! 顔面特化アングルVR ～びしょ濡れで部屋に来た「美尻な後輩」と濡れ髪SEX～ 宮城りえ（10月27日、KMPVR）
- 押しに弱い女子●生に媚薬を飲ませて悪徳・粘着マッサージ（10月28日、SODクリエイト）
- 天井特化アングルVR ～回春エステおち●ぽ勃起持続化マッサージ～ 宮城りえ（11月4日、KMPVR）
- 即コキ! 即尺! 即ハメ! 朝から晩まで頼めばどこでも射精し放題! とんでもなく都合の良いゆるフワ女子大生にノートも膣も借りまくり中出し性活 宮城りえ（11月16日、KMPVR-彩-）
- 射精無制限 逆バニーソープマット ～快楽サービスによって金玉がカラになるまで射精してしまう～ 宮城りえ（11月21日、SODクリエイト）
- 姉の友達が僕の家庭教師 開放的な性格でとにかく優しい先生のむっちりとした大きなお尻と下半身に毎日のように癒され甘える（11月30日、 KMPVR-彩-）

- 俺の事とSEXが好きすぎる性欲爆強の激カワ彼女とイチャラブ全開で朝まで何度も中出し生交尾 宮城りえ（2月12日、P-BOX VR）
- 10回発射するまで終わらない超凄プレイでザーメン搾取! 止まらない連続攻撃でチ〇ポを襲うナマ中出し痴女風俗! 宮城りえ（3月12日、P-BOX VR）
- 校則改革VR 第15条3項スカートは常に下着が見える丈の物を着用すること（3月17日、SODクリエイト）
- 美尻マニアが行列するアナル舐めさせ連射ソープ 宮城りえ（4月1日、こあらVR）
- 春の健康診断 2025年度新入社員14人 300分スペシャル ＃口腔検診＃胸部検診＃経膣検査＃アナル検診（4月7日、SODクリエイト）他出演：湊波流、花芽ありす、涼花くるみ、胡桃さくら、小野寺舞、有栖舞衣、天月あず、足立める、菊池はる、羽月果音、安藤はる、四乃宮もも。下川紬
- 『ミスキャンパスは No1 メンエス嬢 口封じにベロキスと逆本番強要で太客にされた僕。』（4月25日、こあらVR）
- 例のスポーツインナー姿で筋トレするデカ尻イ●スタグラマーにフル勃起チ○ポ擦り付け完着ずらしハメ! 鍛えたパンプアップ尻肉突き上げるたび汗ほとばしる生中出しワークアウト500ピス5セット（4月30日、アリスJAPAN）
- 美女8人のケツ穴くぱぁ～を近距離ガン見VR 9【8K】（5月28日、アリスJAPAN）他出演：氷堂りりあ、椿りか、ゆめ莉りか、水川潤、美木ひなの、望月つぼみ、有村のぞみ
- 鬼ハイレグ!! エグい食い込み眼前接近オナニー【8K】（6月4日、P-BOX VR）他出演：美園和花、小那海あや、松井日奈子、北村海智、美木ひなの、ゆめ莉りか、永野鈴
- 終わらない残業…終わらない射精…新入ダメ社員のボクが勃起してもどれだけ射精しても怒らないりえ先輩のチ〇ポ癒し残業SEX（6月27日、KMPVR-彩-）
- オタクに優しいギャルたちは存在したんだ!! Tバック×騎乗位で連続射精おしりハーレムがスゴすぎて…（7月19日、KMPVR-彩-）共演：沙月恵奈、小那海あや
- 馬乗りフェラ顔射VR 見下ろし顔面特化アングルで口マ〇コじゅぽじゅぽピストンされ苦悶の美マゾ顔に大量ザーメンぶちまける征服感MAX体験（7月31日、アリスJAPAN）他出演：倉木しおり、清巳れの、三岳ゆうな、秋元さちか、花衣つばき
- 精子が顔を出しては、止められ。これが本指名50回目の成れの果て。’気持ちイイ’が確約されたデリヘル嬢との寸止め→精液捕食プレイ。（8月2日、KMPVR-彩-）
- 真夏の誰もいないムレた部室で陸上部の先輩に…欲情したままに求められ密着汗だく騎乗位で互いのカラダを貪りあった（8月17日予定、KMPVR-彩-）

### アダルト配信
- えりちゃん (erk075)（10月27日、素人ホイホイ）
- 【こいつ、王道美少女のツラしてしっかりドスケベビッチでした。】 全方位かわいい + キレイ＋かわいいいいい美乳美尻セフレと初ハメ撮り♪敏感マ●コにディルドぶち込まれながらの四つん這いフェラ & 大股開きの大量潮吹きでエロかわ映え確定! 知り尽くした互いの性感帯を責め合う濃厚中出しSEX! 【あまちゅあハメREC＃りえ＃会社員】（10月29日、MOON FORCE 2nd）
- エリ 2 (hpt022)（11月2日、素人ホイホイ）
- りえ (scute1475)（11月3日、S-Cute）
- 雑に扱われて別れたはずなのに、やっぱり元カレに沼る未練たらたら女子：りえ(21)【女がハマる甘い沼】（11月14日、しろうとまんまん沼）
- 【坂道マ◯コ】目力最強JDを彼女としてレンタル! 口説き落として本来禁止のエロ行為までヤリまくった一部始終を完全REC!! 海が似合い過ぎる青春真っ只中の女子大生と江ノ島デート→海辺のテントでこっそりドキドキフェラ抜き→ホテルにしけこんで見つめあいラブラブ中出しSEX!! イイ女過ぎてキンタマすっからかんになるまで出しまくる1日4発射!!!【レンタルカノジョ】 りえちゃん 21歳 大学生（11月17日、プレステージプレミアム）
- マジ軟派、初撮。 2102 りえ 21歳 大学生  【波打つワールド級鬼デカHIP×性への飽くなき探求心】アイドル級の顔面からは想像できないキレイでデカい激エロワールドヒップが登場! 「ワンパターンのHは飽きちゃう」そんな性に素直でコロ●ブスのような探求心を持った女子大生が新たな境地にたどり着くための航海記録w（11月20日、ナンパTV）
- 【NTR新シリーズ】彼氏くん見てる～?ww君が健気に待ってる間えりは俺のチ●ポで思いっきり白目イキwww 君の電話無視してキマりまくってたよ～www えり 21歳 大学生（11月22日、NTR.net）
- 【熱狂プリ尻野球女子】ガチベ●スタ●ズファン! 見た目は清楚な隠れド変態美少女といちゃらぶハメ撮りSEX!! 自前のユニフォームを脱がせたらスゴい! むっちりスケベなナイスボディ! ブリンブリンッ激しく弾ける無防備な生デカ尻!! 激しい突きと快感でハメ潮大量スプラッシュ!! 【性癖、ハメ撮り】【りえ】（11月23日、ハメ録ch）
- えみり (hoi350)（11月26日、素人ホイホイZ）
- RIE (hhl118)（12月7日、素人ホイホイLOVER）
- Eカップでムチムチ美脚で美巨尻の清楚系現役JD。ジムで鍛えたムッチリかつ健康的な大きい美白尻が興奮を駆り立てる! 「気持ち良い体験ができると聞いて応募しちゃいました…」 プロのテクニックに興味津々でおま●こはビチョビチョ、マン汁駄々洩れ状態!! 思う存分気持ちよくイキまくってもらいましょう!! 【初撮り】ネットでAV応募→AV体験撮影 2276 りえ 21歳 大学生（12月29日、シロウトTV）

- 【立ちんぼ】男の視線を独占するスレンダー美女￥カメラ目線で中イキ連発【生中2.5万 りえ】（1月18日、ゲスヤミ）
- りえ (scute1488)（1月31日、S-Cute）
- りえ (buz052)（2月1日、Buzzシロウト）
- 美的ポテンシャルMAXのスレンダー美女×コスプレ中出しSEXでアクメ絶頂【りえ(看護学生)】【圧巻のビジュアル】【クッキリくびれボディ】【激ピスSEX】【パイスラッシュ】【中出し2連発】 りえ（2月5日、MOON FORCE）
- りえちゃん (srt2028)（2月7日、しろうとがーる2）
- りえ (ewdx521)（2月10日、E★人妻DX）
- りえ (refuck133)（2月21日、Re:Fuck）
- りえ (omad009)（2月22日、おまん堂）
- 【膣奥刺激で大量ハメ潮】処女卒業したての引き締め美ボディを堪能! 敏感マ●コにバイブぶっ刺し贅沢フェラ! 全力ピストンにハメ潮撒き散らしてイキまくりアヘりまくり! どエロいコスプレ2回戦突入でも豪快潮吹きカメラびしょ濡れwww【東京 Bitch Girl】【りえ】（2月22日、街角シロウトナンパ）
- めい & りえ (ginac007)（2月25日、いんすた）
- りえ (omad011)（3月1日、おまん堂）
- りえ (nost003)（3月2日、ネオシロウト）
- りえ (srom131)（3月4日、素人まっちんぐ）
- 宮本 (esdx087)（3月7日、E★素人DX）
- RさんH大学卒業 (oremo323)（3月9日、俺の素人-Z-）
- 【朝から17回!? 連続でイキまくる!! 熱狂オナニスト・砂時計ボディギャル!!】 圧巻のスタイルッ! 美人JDギャル・みずほちゃんと待ち合わせ! ホテルに着くなり速攻SEX! 完璧なクビレの砂時計ボディ…!! イキまくり! ハメまくり! もちのロンで特濃なま中出し♪ ファビュラスタイルが跳ねまくる、止まらないハメ潮大絶頂!!! 【ギャルしべ長者96人目 みずほちゃん】（3月10日、Jackson）
- りえ (habj061)（3月25日、おっぱいちゃんず）
- 【そんな女に限って。】チ●ポを咥えたまま口内でニュルニュル舌がまとわりつくフェラが最高。引き締まった体の感度は高くビクンッと飛び跳ねて、とても他人には見せられないイキ顔を晒す。 あすか 舌が長い受付嬢（4月8日、プレステージプレミアム）
- りえ (orecz070)（4月9日、俺の素人-Z-）
- ハメ撮りに普通の会話動画を並べたらとてもエロくなった件（OKW-006）（4月24日、親父の個撮）他出演：前田えま
- サヤカ 俺のセフレ (SXFE-004)（4月25日、俺の素人-Z-）
- ラグジュTV 1816 「最近、ひとりの夜が多くて…人肌恋しくて応募しました」ドMなスレンダー美女が寂しさのあまり大爆発! 久しぶりのイラマチオや激しいピストンで潮を吹いて白目を剥いて本能を開放。本能に語りかける理性ゼロの貪欲SEX。(259LUXU-1830)（4月26日、ラグジュTV）※「結花 25歳 歯科衛生士」名義
- フロント：M（5月1日、俺の素人-Z-）
- かりん&りえ（5月5日、俺の素人-Z-）共演：北岡果林
- 【流出映像】 仕事終わりの貸し切りカジノでバニーガールと体験型カジノ!!! トランプやルーレットで遊びながらお酒も入りフロアの中で大乱交party【りお、りえ、のぞみ、えりか】～りお&りえ編～（5月9日、素人CLOVER）共演：流川莉央
- りえ（5月10日、俺の素人-Z-）
- えりちゃん (21) 素人ホイホイ・えろきゅん・素人・美少女・清楚・黒髪・コスプレ・ハメ撮り・ドキュメンタリー（5月14日、素人ホイホイ えろきゅん）
- 「こんな朝を迎えたい!」朝フェラから始まる最高の1日 理想のMorning Routine!! 5（5月16日、DOC）他出演：美咲かんな、浜辺栞帆、天沢りん、天月あず、あやせ舞菜、千石もなか、弥生みづき、宍戸里帆、如月りいさ
- エリ (21) 素人ホイホイ・素人ホイホイペット・素人・美少女・清楚・黒髪・セフレ・とびっこ・野外・羞恥・おもちゃ・コスプレ・ハメ撮り・ドキュメンタリー（5月21日、素人ホイホイペット）
- 【流出映像】 仕事終わりの貸し切りカジノでバニーガールと体験型カジノ!!! トランプやルーレットで遊びながらお酒も入りフロアの中で大乱交party【りお、りえ、のぞみ、えりか】～のぞみ&えりか編～（5月23日、素人CLOVER）共演：流川莉央、有村のぞみ、木野々葉えりか
- ゆい（5月24日、素人ギャラリー）※「ゆい（22）」名義
- ゆい 嫌な顔されながらおパンツ買い取りたい（5月25日、素人ギャラリー）
- 【無限潮吹きで1919アクメ!】好きぴのためにおマ●コATM! こんな美人が男のために股を開いてお金を稼ぎ、初対面のおじのち●ぽでイキまくり! 前戯で潮吹きブシャwwwおち●ぽハメても潮吹きブシャwww大人数の前でも潮吹きブシャシャwwww本当に何回潮吹きしたか分からないくらいにイキまくり!【港区系×ぴえん系のハイブリッド潮吹き美神】（6月6日、プレステージプレミアム）※「りえぴ」名義
- 【4K】OFF会コスプレSEX（6月7日、クリスタル映像）
- りえ（6月13日、俺の素人-Z-）
- えり（6月23日、ぎがdeれいんSP）※「えり（20）」名義
- 【女神の力で絶倫モテ男になって生き返りました】①ずっと思いを寄せていた爆乳同級生と筆おろしSEXで中出し!! ②ヤンデレ後輩をガン突きしまくる!! ③初恋の相手をリードしてセフレ化させる!! 絶倫モテ転生男の計14発射!!【妄想エロマン♯みづき&なな&りえ】（6月27日、素人CLOVER）他出演：弥生みづき、希咲那奈
- りえ（7月3日、黒歴史）
- 角オナりぃちゃん（7月5日、素人ペイペイ）
- 宮城麻未 1（7月8日、舞ワイフ）
- 宮城麻未 2（7月11日、舞ワイフ）
- 【止まらないハメ潮】家でリラックスしてる仕事終わりのおっとり系彼女と、部屋着すっぴん姿で貪り合う。僕にしか絶対見せない笑顔、メス顔、イキ顔…。美乳・美尻の恋人と過ごす、人生で一番幸せな時間を疑似体験してみませんか? ち●ち●を欲しがる彼女を焦らし続けたら大洪水! 初中出しの夜と出勤30分前のフェラで目覚める朝。秘密のカップルハメ撮り投稿【半同棲カノジョ】（7月11日、プレステージプレミアム）
- 「あなたのち●ぽは私の物!」いじられまくって超悶絶! 超･最高のち●ぽ責め! vol.13 宮城りえ 芦名ほのか 姫川かのん 十束るう 秋元さちか（7月18日、DOC）
- 休日に彼女と。温泉デートで嬉ションSEX（8月2日、S-Cute）
- りーちゃん（8月2日、ぎがdeれいんMk-II）※「りーちゃん (22)」名義
- りえさん（8月2日、俺の素人-Z-）※「りえさん」名義
- 宮城さん（8月4日、俺の素人-Z-）
- りえちゃん（8月10日、電影シロウト3）
- 天使の瞳! 悪魔の白目! IQ130のお嬢様に二つの顔! キャリアハイは1日18回オナニー! 性欲無限の現役JD!【チ●コが抜けないよう足でロックする女はエロいSP】⇒キスがスイッチ! ずっと抜けるエロ顔に変貌! 美顔+美脚+美体＝世界一の正常位! ⇒まさに愛絶頂! SEX中相手をずっと見つめ…白目でイク! ⇒過保護な母親からの自立! 早く大人になりたい… 家まで送ってイイですか? case.277（8月15日、ドキュメンTV）
- りえさん（8月20日、素人ぱいぱい）

### イメージDVD / BD
2023年
- Rie Magical sparkle・宮城りえ（3月2日、REbecca）◎
- 宮城りえ 美女のハダカ（7月26日、スパイスビジュアル）
- Rie2 Stardust angel・宮城りえ（11月16日、REbecca）◎

2024年
- 桃が食べたくなった日 宮城りえ（4月9日、FAIR & WAY）◎

### 写真集
- らぶぱら 宮城りえ（2024年4月12日、竹書房、撮影：マキハラススム）ISBN 978-4801939578 [9]

### デジタル写真集
2022年
- 宮城りえ 私だけ見つめてる? 週刊ポストデジタル写真集（11月23日、小学館、撮影：富田恭透）[10]

2023年
- 二十歳のリアル 宮城りえ アサ芸SEXY女優写真集（4月28日、徳間書店、撮影：LUCKMAN）
- S1キャンペーン2023 No.1 Photo Book アイドル版（5月12日、FANZA BEAUTY COLLECTION、撮影：小林弘輔）※FANZA『S1キャンペーン2023』オリジナルデジタルフォトブック。『S1 NO.1 STYLE』専属女優30名の撮り下ろし写真を収録。FANZA限定配信。
- S1キャンペーン2023 No.1 Photo Book S級版（6月1日、FANZA BEAUTY COLLECTION、撮影：小林弘輔）※FANZA『S1キャンペーン2023』オリジナルデジタルフォトブック。『S1 NO.1 STYLE』専属女優30名の撮り下ろし写真を収録。FANZA限定配信。

2025年
- FLASHデジタル写真集R 宮城りえ 美しき茂み（2月26日、光文社、撮影：佐々木大輔）

## 出演

### テレビ
- ビ～チ9（2023年11月5日 - 12月3日・2024年4月6日 - 、テレビ埼玉）アシスタントMC

### ウェブバラエティ
- 鶴瓶＆ナイナイのちょっとあぶないお正月2023（2024年1月1日、ABEMA）- エンゼルス美女[11]

### ウェブドラマ
- 嬢王協奏曲3（コンチェルト） そして輝く夜の伝説（2025年4月5日、ネクスタシーEX）[12]

### 音楽イベント
- 月で逢いましょう vol.69 ニューカマースペシャル（2023年4月11日、東京・三軒茶屋グレープフルーツムーン）
- 月で逢いましょう vol.80（2023年10月16日、東京・三軒茶屋グレープフルーツムーン）※初のワンマンライブ[1]
- ミルジェネLIVE箱推し企画『LIGHT編』MOON-LIGHT伝説 Vol.2（2024年1月25日、東京・三軒茶屋グレープフルーツムーン）[13]
- Live from Grapefruit Moon -月夜のヒットスタジオ- #2 宮城りえ 三宮つばき 本庄鈴（2024年5月1日、東京・三軒茶屋グレープフルーツムーン）[14][15]
- 楽演祭 vol.36 ～GW SP～（2025年4月30日、東京・池袋Live inn ROSA）※ソロのほか、望月つぼみとのユニット「学園祭ユニット」としても出演[6]